# Muskatnød
Muskatnød (muskat) et krydderi der forhandles både hel og som pulver, desuden sælges det nært beslægtede krydderi, muskatblomme, som har en mildere og sødligere smag end nødden. 
Muskatnød er egentlig ikke en nød, men derimod kernen fra den blommeagtige stenfrugt.
Muskatblomme, som egentlig ikke er en blomme, er derimod den tørrede frøkappe, som svøber sig tæt om frugtkernen. 
Muskat kommer fra muskatnøddetræet med det latinske navn, Myristica fragrans, der er hjemmehørende i Molukkerne (krydderiøerne).

## Anvendelse
Muskat anvendes især til osteretter, mælkesaucer, kålretter, kartoffel- og grønsagsretter. Fx lasagne, stuvet hvidkål og stuvet spinat. Men også fars, pølser og lammekød krydres ofte med reven muskatnød.
Som hel nød holder den sig meget længe, som pulver mister den hurtigt sin specielle aroma. Krydderiet kan anvendes i kartoffelretter, urtesupper, grøntsagsretter og osteretter, kødfars og fiskefars. Det er ofte et karaktergivende krydderi til f.eks. stuvning. Muskatnød og muskatblomme kan også anvendes til desserter og bagværk.

## Indholdsstoffer
Muskat indeholder æteriske olier og aromatiske forbindelser. Nedbrydningsprodukterne af de aromatiske forbindelser har samme virkning i kroppen som  amfetamin og muskat i større mængder kan derfor virke euforiserende.

## Historie
Muskatnødden var i middelalderen og renæssancen en af verdens mest eftertragtede luksusvarer, og dannede centrum i langvarige konflikter mellem Portugal, Spanien, Holland og England.

## Ekstern henvisning
- Wikimedia Commons har flere filer relateret til Muskatnød

| Mad og drikke | Spire Denne artikel om mad og drikke er en spire som bør udbygges. Du er velkommen til at hjælpe Wikipedia ved at udvide den. |